# Panotti
Els panotti (també coneguts amb el nom de phanesii, panotii i panotioi) (del grec: πᾶν, pan (tot) + οὖς, oûs (orella), «tot orelles») eren una raça mítica descrita com gent amb grans orelles que cobrien tot el seu cos. Aquestes criatures són esmentades en diversos textos de l'antiguitat i de l'edat mitjana.

## Origen del mite
Un passatge de l'obra Bíblos istorikí̱, (El llibre de les històries), més coneguda pel nom de Chiliades, (Milers) de Joan Tzetzes, un erudit romà d'Orient del segle xii, fa saber que Escílax de Carianda fou la primera persona en donar a conèixer aquests éssers. Aquest viatger grec fou enviat a l'Índia per Darios I el Gran, durant l'últim terç del segle vi aC, va descendir pel riu Indus fins al mar, va passar cap a l'oceà Índic i cap a la mar Roja, des d'on es va dirigir altre cop a Cària en un viatge que va durar tretze mesos. Un cop a Grècia va escriure les vicissituds del seu viatge. Escílax dona als orelluts el nom de Otoliknoi, distingint-los d'una altra tribu que posseeixen oïdes similars, els Enotokoitai, les orelles dels quals són encara més grans, de manera que dormen sobre una orella i es cobreixen amb l'altra.
A començaments del segle iv aC, Ctèsies de Cnidos va escriure Indica (un llibre sobre l'Índia), on descriu una tribu indígena integrada per persones amb orelles tan llargues que els cobrien l'espatlla i els braços.
Entre el 300 i el 290 aC, Megastenes, escriptor grec que va viatjar a l'Índia com ambaixador, parla d'aquests éssers en la seva obra Indika. Estrabó segueix les seves explicacions en la seva obra Geografia (XV, 1, 57).

## El mite durant l'època romana
Al començament de la nostra era, Pomponi Mel·la és el primer escriptor llatí en difondre notícies dels panotti. En la seva obra De Chorographia, a aquestes persones les anomena «Panotti» seguint la interpretació etimològica donada pels autors grecs, és a dir «tot orelles». Escriu vivien a prop de les illes Òrcades, compartint una illa amb altres dos pobles: els oeonae (que només mengen civada i ous d'ocell) i els hipopodes (que tenen els peus dels cavall).
El 77-79, l'escriptor clàssic Plini el Vell va publicar els seus trenta-set volums d'obres enciclopèdiques conegudes com a Història Natural, contenint entrades d'allò real i imaginari. A la Història Natural, Plini escriu sobre la rara raça de persones conegudes com els «Panotti» que viuen a les «Illes dels Tot-orelles», a la regió d'Escítia. Aquesta gent té unes orelles estranyament tan grans que els panotti les fan servir com mantes per protegir el seu cos contra el fred de la nit. Utilitzen les seves orelles en lloc de la roba. A més dels panotti, Plini el Vell va nomenar i descriure altres criatures a la seva Història Natural, com per exemple:

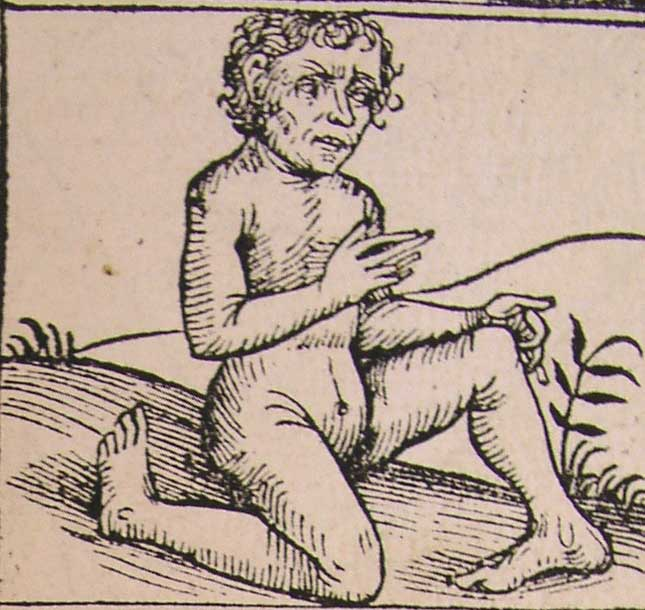
Abarimon
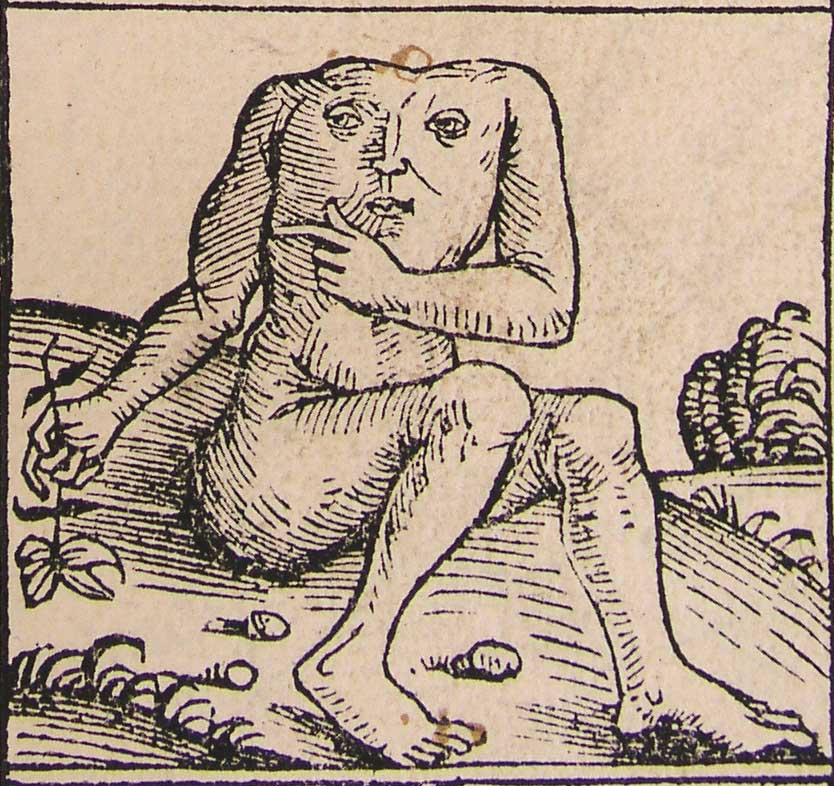
Blèmies
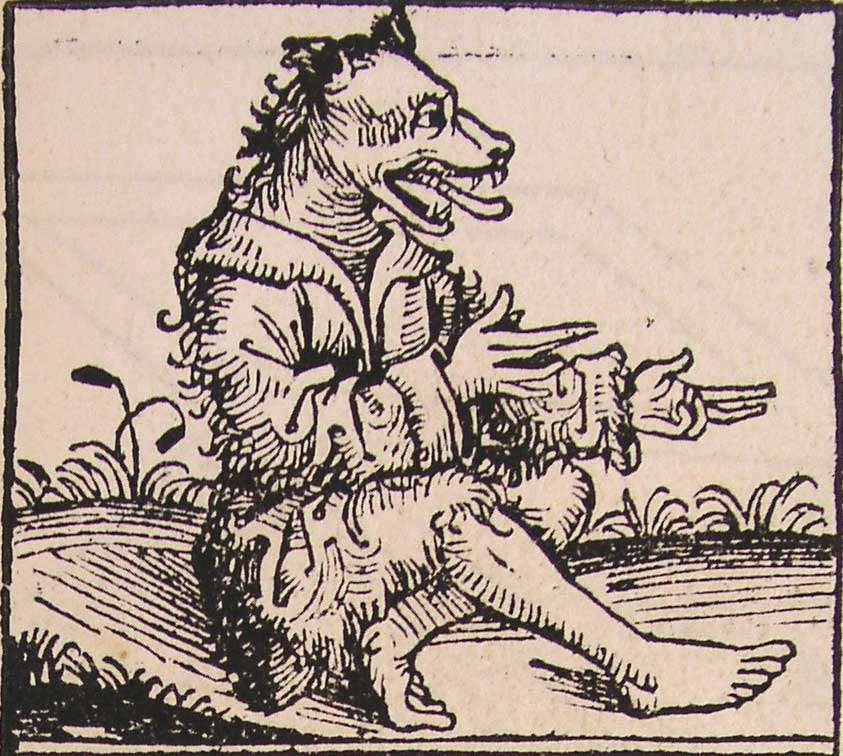
Cinocèfal
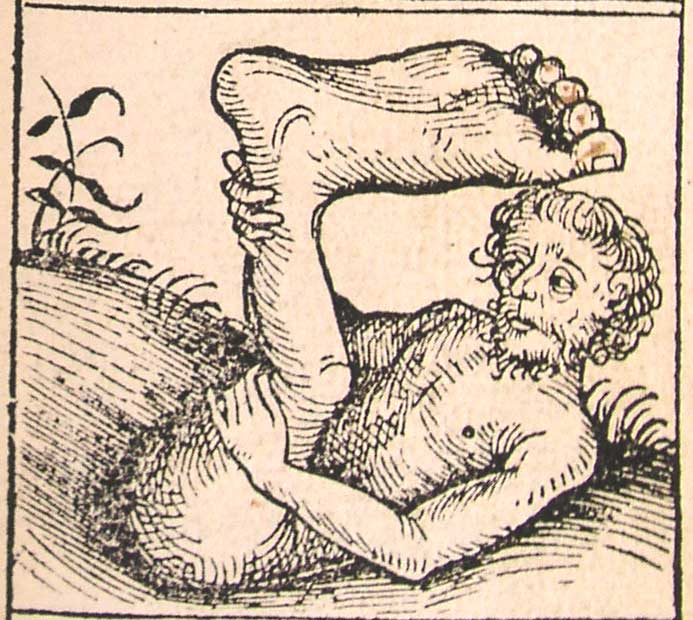
Esciàpodes

Gai Juli Solí al seu llibre De mirabilibus mundi (Les meravelles del món) i Polyhistor al seu llibre Collectanea rerum memorabilium (Col·lecció de curiositats) copiaran els textos de Plini el Vell.

## El mite durant l'Edat mitjana
Els autors medievals que escriuen sobre els panotti són pocs.
Isidor de Sevilla parla d'aquests éssers copiant a Gai Juli Solí, afegint que aquestes persones viuen a Escítia.
Isidor és la font de Raban Maur (780-856), Bartholomeus Anglicus (c. 1203-1272), Vicent de Beauvais (c. 1189-1264), del Liber Chronicarum (Crònica de Nuremberg) d'Hartmann Schedel (1493), del Lucidarius (1535) i el text del mapamundi d'Hereford (segona meitat del segle xiii). Els panotti també són mencionats al De imagine mundi d'Honori d'Autun (c 1120)
A les darreries de l'edat mitjana, se'ls anomena en llibres de viatges i meravelles, i en alguns mapamundis dels segles xiii i xiv, com el mapa del món dibuixat per Henricus Martellus Germanus cap el 1491 on descriu els panotii com a residents al sud d'Àsia.

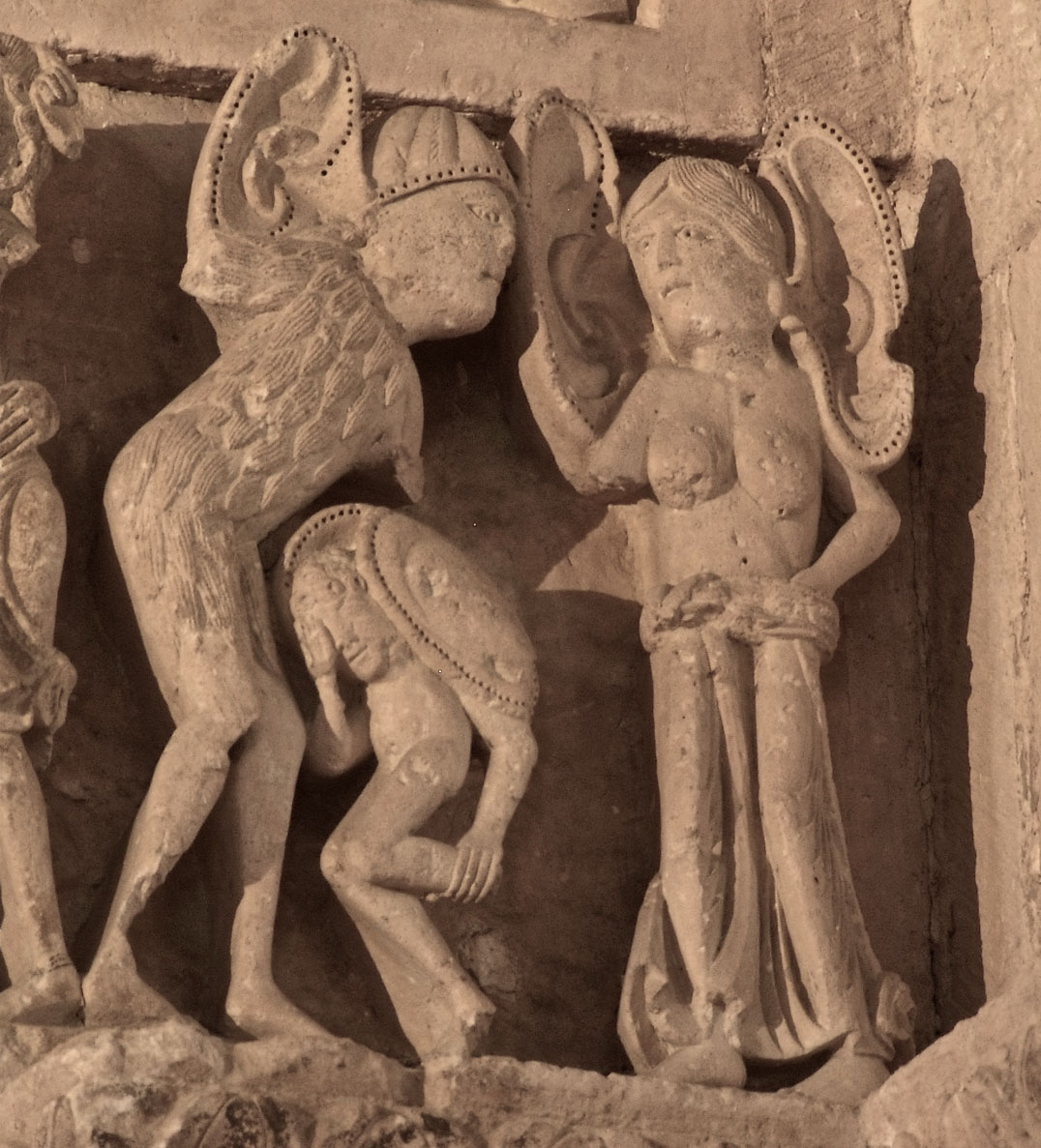
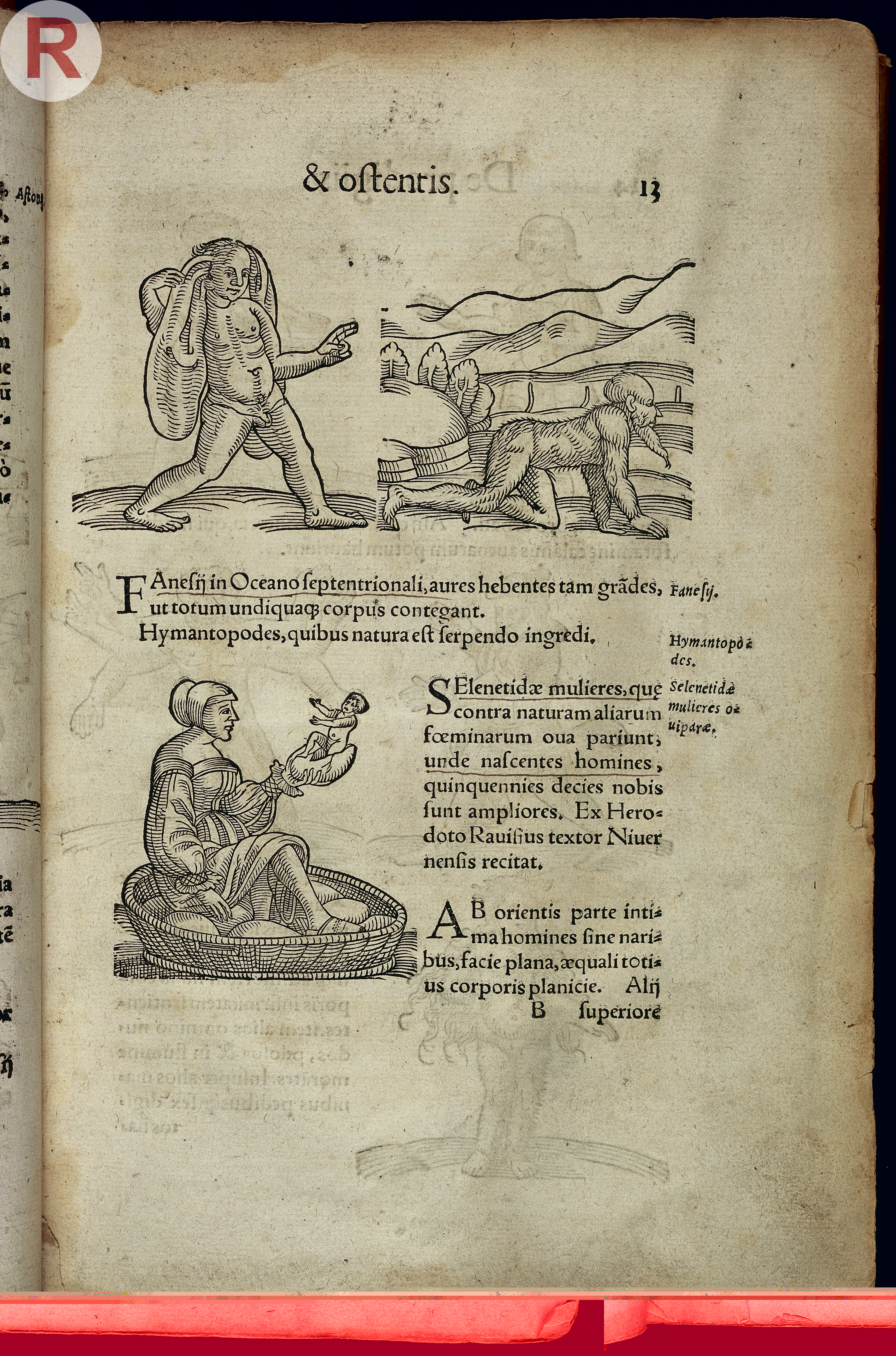
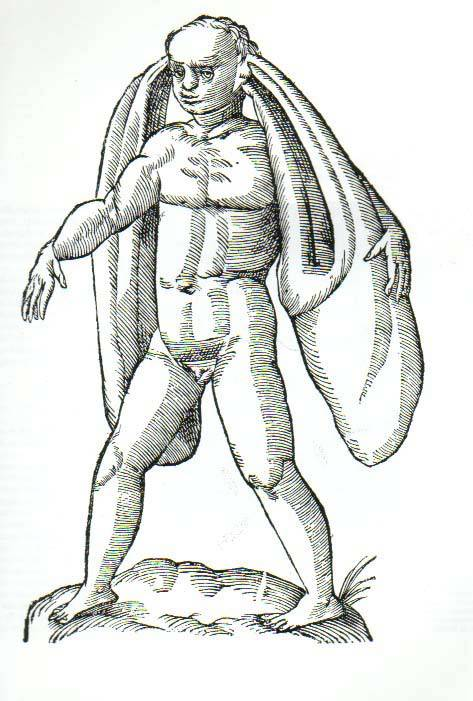

## El mite en l'Edat moderna
Tot just després del descobriment d'Amèrica, diferents autors i viatgers ja localitzen els panotti al nou continent. Diferents tribus americanes van rebre aquest nom i són mencionades en les cròniques amb certa freqüència. Fins i tot el cronista Antonio Pigafetta va escriure que ell havia sentit la història de l'existència dels panotti, tot i que afegeix que, com no els va poder veure per ell mateix, no va donar crèdit a aquesta història.
El governador Diego Velasquez, va ordenar a Hernán Cortés trobar la «raça dels orelluts». Álvar Núñez Cabeza de Vaca assegura que un dels seus capitans els va trobar en una illa que va anomenar «Paradís dels Orelluts». L'any 1613, Richard Harcourd va mencionar una tribu d'homes d'orelles llargues que habitaven a les ribes del riu Maroni, a la Guyana.

## El mite en l'actualitat
Els panotti apareixen a la novel·la Baudolino d'Umberto Eco.
Un dels quatre narradors de la novel·la The Habitation of the Blessed de Catherynne M. Valente és una panotii anomenada Imtithal, una contacontes i mainadera de tres fills reials.